# 부레베스트니크 공항
부레베스트니크 공항(영어: Burevestnik Airport)은 러시아와 일본의 영토 분쟁 지역인 남쿠릴 열도 최대의 섬인 이투루프 섬의 중심 공항이다. 이 공항은 1945년 8월(제2차 세계 대전) 이전 당시 일본 관할권 들어가던 시절 공항 이름은 덴네이 비행장(일본어: 天寧飛行場)이다.

## 운항 노선

### 국내선
| 항공사      | 목적지           |
| ----------- | ---------------- |
| 오로라 항공 | 유즈노사할린스크 |